# Listă de formații hardcore punk
Aceasta este o  listă de fomații hardcore punk notabile. Hardcore punk (sau simplu hardcore) este un gen de muzică underground apărut la sfârșitul anilor 1970, ca urmare a succesului de masă de punk rock. Hardcore este, în general, mai rapid, mai gros, si mai greu decât punk rock-ul timpuriu.

## #
- 100 Demons
- 25 ta Life
- 50 Lions
- 7 Seconds
- 7 Angels 7 Plagues
- 88 Fingers Louie

## A
- AC4
- The Accüsed
- Agnostic Front
- Adolescents
- AFI (early)
- A Global Threat
- Angry Samoans
- Angst
- Antidote
- Agent Orange
- Aiden
- Avail
- Awkward Thought

## B

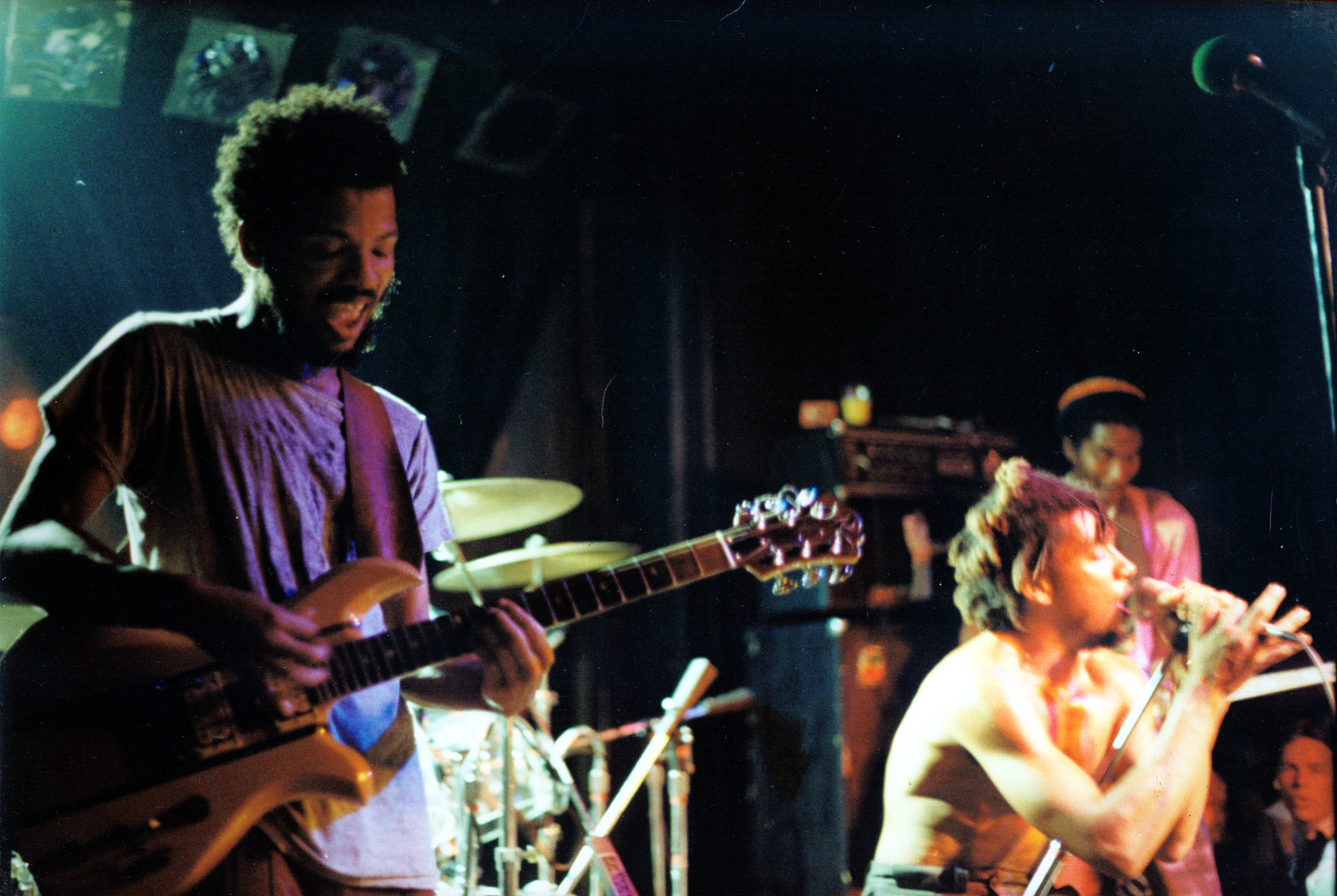
Bad Brains at 9:30 Club, Washington, D.C., 1983

- Bad Brains
- Bad Religion (early)
- Bane
- Battalion of Saints
- Bayonet
- Beastie Boys (early)
- Billy Talent
- Biohazard
- Bishop A.C.
- Black Flag
- Blame Game
- Blood for Blood
- Bold
- Born Against
- Born from Pain
- Broken Bones
- Bury Your Dead
- Bunchofuckingoofs
- Butthole Surfers

## C
- Cancer Bats
- Career Suicide
- Carpathian
- Casey Jones
- The Casualties
- Cerebral Ballzy
- Champion
- Charged GBH
- Circle Jerks
- CIV
- Clit 45
- Cocobat
- Cólera
- Comeback Kid
- Counterparts
- Converge
- Cro-Mags
- Crossingpoint
- Crucifix
- Cruel Hand
- Culture

## D
- D.O.A.
- D.R.I.
- Dag Nasty
- Damage
- Dayglo Abortions
- Dead Kennedys
- Dead Swans
- Death Before Dishonor
- Death Piggy
- Declino
- Deep Wound
- Deez Nuts
- Defeater
- Descendents
- Discharge
- D.I.
- Down To Nothing
- Dr. Know
- Drabness
- DYS

## E

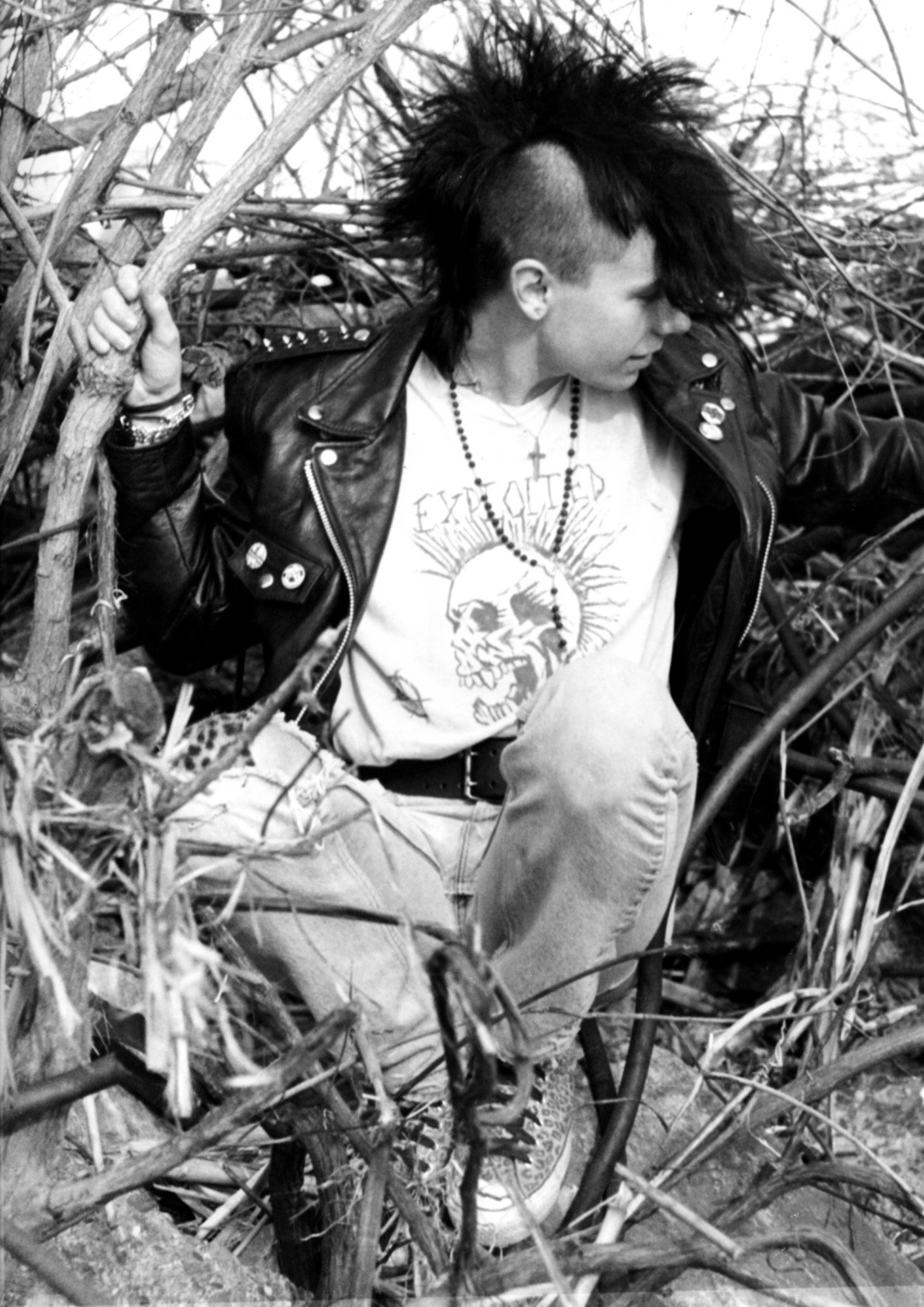
A young punk wearing an Exploited t-shirt.

- Earth Crisis
- E.Town Concrete
- Econochrist
- Endpoint
- Endwell
- The Exploited

## F

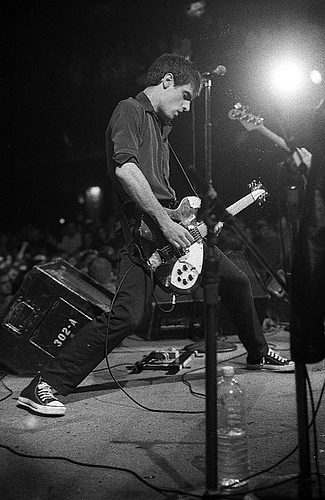
Fugazi's Guy Picciotto.

- F-Minus
- Faith
- Fear
- Finest Hour
- First Blood
- Flipper
- The Freeze
- Fucked Up
- The F.U.'s
- Fugazi

## G
- Gallows
- Gang Green
- GISM
- Give Up the Ghost
- Gorilla Biscuits
- GG Allin
- Government Issue

## H
- Hate Force
- Have Heart
- Hogan's Heroes
- Homy Hogs
- Hoods
- Hüsker Dü

## I
- Icepick
- Ignite
- Ill Repute
- Infest
- In My Eyes
- Inside Out
- International Superheroes of Hardcore
- I.R.A.

## J
- Jello Biafra and the Guantanamo School of Medicine
- Jerry's Kids
- JFA
- Judge
- Jawbreaker

## K
- Kid Dynamite
- Kill Your Idols
- Killing Time
- Knuckledust

## L
- Lard
- Leathermouth
- Leftover Crack
- Limp Wrist
- Litmus Green
- Los Crudos

## M

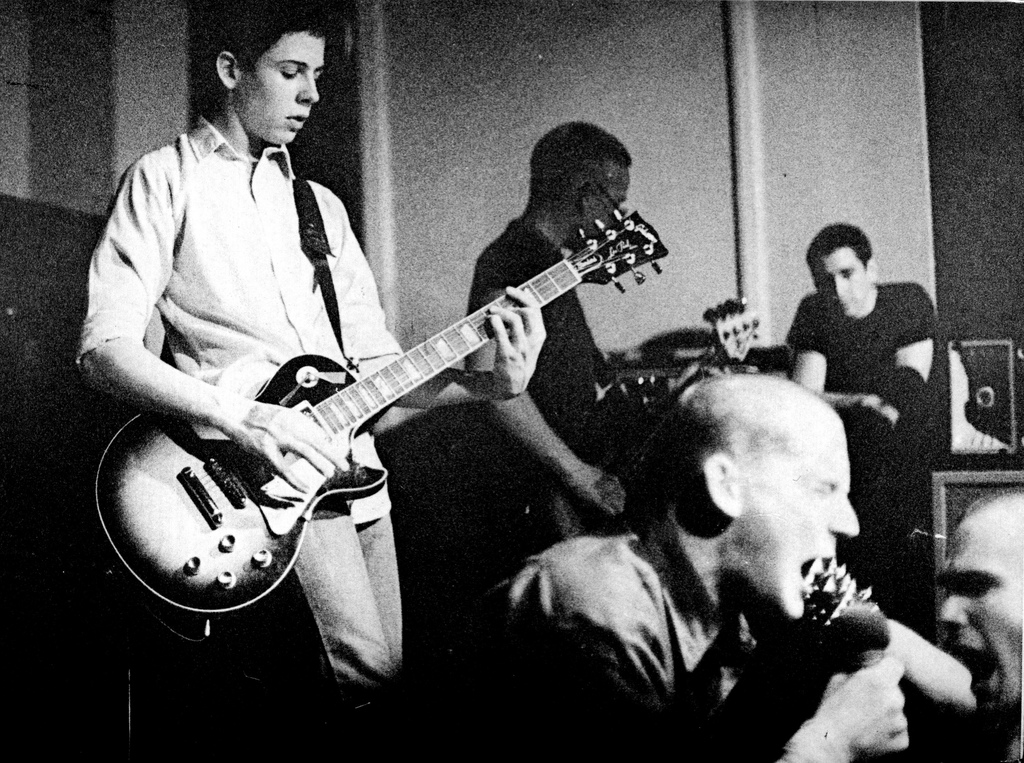
Minor Threat performing in 1981.

- Madball
- MDC
- Melvins (early)
- Middle Class
- Minor Threat
- Minutemen
- The Misfits
- Mob 47
- M.O.D.
- Modern Life Is War
- Morning Again
- Mouthpiece
- Murphy's Law

## N
- Napalm Death (early)
- Necros
- Negative Approach
- Negative FX
- Negazione
- The Nerve Agents
- New Regime
- Nightmare
- No Innocent Victim
- NOFX

## O
- Off!
- The Offspring (early)
- One King Down
- One Life Crew
- Operation Ivy
- Outbreak

## P
- Painstream
- Paint It Black
- Pennywise
- Phinius Gage
- Point of No Return
- Poison Idea
- Project X
- The Proletariat

## Q
- The Queers

## R
- Raised Fist
- R.A.M.B.O.
- Ratos de Porão
- Rattus
- Reagan Youth
- Really Red
- Refused
- Revenge of the Psychotronic Man
- Rich Kids on LSD
- Ringworm
- Rise Against (early)
- Rites of Spring
- Ruiner
- The Ruts

## S
- S.O.A.
- Scream
- Septic Death
- Sheer Terror
- Shelter
- Sick of It All
- Skarhead
- Slapshot
- SNFU
- Sons of Abraham
- SSD
- Stretch Arm Strong
- The Stupids
- Suicidal Tendencies
- Subzero
- Sworn Enemy

## T
- Tales of Terror
- The Teen Idles
- Ten Yard Fight
- Terveet Kädet
- This Is Hell
- Toe To Toe
- Toxic Reasons
- Tragedy
- Trash Talk
- Trial
- T.S.O.L.

## U
- Unbroken
- Undertow
- Uniform Choice
- Up Front
- Urban Waste

## V
- Vatican Commandos
- Verbal Abuse
- Verse
- Vision of Disorder
- Void

## W
- The Warriors
- Warzone
- Wrangler Brutes

## X
- X-Cops

## Y
- Your Demise
- Youth Brigade
- Youth Defense League
- Youth of Today

## Z
- Zegota
- Zeke
- Zero Boys